# Iredell
Iredell és una població dels Estats Units a l'estat de Texas. Segons el cens del 2000 tenia 360 habitants.

## Demografia
Segons el cens del 2000, Iredell tenia 360 habitants, 146 habitatges, i 104 famílies. La densitat de població era de 302,2 habitants/km².
Dels 146 habitatges en un 33,6% hi vivien nens de menys de 18 anys, en un 60,3% hi vivien parelles casades, en un 9,6% dones solteres, i en un 28,1% no eren unitats familiars. En el 27,4% dels habitatges hi vivien persones soles el 15,1% de les quals corresponia a persones de 65 anys o més que vivien soles. El nombre mitjà de persones vivint en cada habitatge era de 2,47 i el nombre mitjà de persones que vivien en cada família era de 2,98.
Per edats la població es repartia de la següent manera: un 28,3% tenia menys de 18 anys, un 6,4% entre 18 i 24, un 26,1% entre 25 i 44, un 21,1% de 45 a 60 i un 18,1% 65 anys o més.
L'edat mediana era de 38 anys. Per cada 100 dones de 18 o més anys hi havia 94 homes.
La renda mediana per habitatge era de 22.083 $ i la renda mediana per família de 27.917 $. Els homes tenien una renda mediana de 34.583 $ mentre que les dones 25.577 $. La renda per capita de la població era de 12.152 $. Aproximadament el 20,4% de les famílies i el 24,5% de la població estaven per davall del llindar de pobresa.

## Poblacions més properes
El següent diagrama mostra les poblacions més properes.